# Harry Vosberg
Harry Vosberg (* 3. März 1875 in Gleiwitz; † 12. Januar 1945 in Breitbrunn am Chiemsee) war ein deutscher Schriftsteller.
Vosbergs Vater war Kreisrichter. Seine Frau entstammte dem Haus Hunolstein. Nach Abitur und Studium in Breslau ergriff er den Brotberuf des Juristen, Managers und Funktionärs, veröffentlichte jedoch zahlreiche belletristische Werke.
1898 wurde er in Erlangen zum Dr. iur. promoviert. Ab 1900 war er erster Syndicus der Potsdamer Handelskammer, wo er sowohl die Verlegung nach Berlin 1903 als auch die Fusion mit der Berliner Handelskammer 1919 vorbereitete. In dieser Zeit entstanden die Dramen Der Trust (1909), Hohes Land (1910) und Till Eulenspiegel (1912, nach der gleichnamigen Volksbuchgestalt), die Burleske Generalprobe von „Ein Kostbares Leben“ (in Herman Heijermans’ Übersetzung später in den Niederlanden sehr erfolgreich)  und der Roman Michael Obentraut (1918, über den gleichnamigen General). 1920 wurde er freier Schriftsteller. 1921 wurde das Drama Schlagende Wetter veröffentlicht. Im gleichen Jahr wandte er sich jedoch der Verwaltung von Elektrizitätsversorgern in Nordhessen zu und die schriftstellerische Tätigkeit kam zum Erliegen. 1933 wurde er als Staatskommissar und Aufsichtsratsvorsitzender der maroden Vereinigten Elektrizitätswerke Westfalen, die er in kurzer Zeit sanierte. Ab 1934 ordnete er die rheinisch-westfälische Wasserwirtschaft neu. Danach nahm er zahlreiche Mandate in Verbänden und Aufsichtsräten wahr.
Im Bestand der Universitätsbibliothek Frankfurt befindet sich aus seinem Nachlass ein Bühnenmanuskript mit dem Titel König Apries. Historische Tragödie in 5 Aufzügen unbekannten Datums.

## Belege
1. ↑  eingeschränkte Vorschau in der Google-Buchsuche
2. ↑  Kurzbiographien. (PDF) Abgerufen am 14. Februar 2022.
3. ↑  eingeschränkte Vorschau in der Google-Buchsuche
4. ↑  „Schabernack über Schabernack.“ – Till Eulenspiegel in deutschsprachigen Komödien des 19. und 20. Jahrhunderts. (PDF) In: unipub.uni-graz.at. S. 50, abgerufen am 14. Februar 2022.
5. ↑  Vgl. Apries
6. ↑  Karteikarte. (PDF) In: ub.uni-frankfurt.de. Abgerufen am 18. Februar 2022.

| Personendaten    | Personendaten            |
| ---------------- | ------------------------ |
| NAME             | Vosberg, Harry           |
| KURZBESCHREIBUNG | deutscher Schriftsteller |
| GEBURTSDATUM     | 3. März 1875             |
| GEBURTSORT       | Gleiwitz                 |
| STERBEDATUM      | 12. Januar 1945          |
| STERBEORT        | Breitbrunn am Chiemsee   |